# 索先斯基
54°03′N 35°58′E / 54.050°N 35.967°E
索先斯基 （俄语：Со́сенский）是俄罗斯卡卢加州東南部的一个城市，距离州府卡卢加西南90公里，2002年人口4,380人。
1952年建立，1954年4月10日改為現名。1991年建市。